# Georges Brassens, Bobino 64
 (janvier 2020).
Si vous disposez d'ouvrages ou d'articles de référence ou si vous connaissez des sites web de qualité traitant du thème abordé ici, merci de compléter l'article en donnant les références utiles à sa vérifiabilité et en les liant à la section « Notes et références ».

Bobino 64 est l'album de l'enregistrement public du tour de chant de Georges Brassens, sur la scène de Bobino en octobre 1964.

## Listes des chansons
| No  | Titre                            | Durée |
| --- | -------------------------------- | ----- |
| 1.  | La route aux quatre chansons     |       |
| 2.  | Vénus Callipyge                  |       |
| 3.  | Les amours d'antan               |       |
| 4.  | La tondue                        |       |
| 5.  | Les copains d'abord              |       |
| 6.  | La guerre de 14-18               |       |
| 7.  | Le grand Pan                     |       |
| 8.  | Le mouton de Panurge             |       |
| 9.  | La petite marguerite             |       |
| 10. | Les quat'z'arts                  |       |
| 11. | Saturne                          |       |
| 12. | Les deux oncles                  |       |
| 13. | Jeanne                           |       |
| 14. | La complainte des filles de joie |       |
| 15. | Bonhomme                         |       |
| 16. | Les trompettes de la renommée    |       |
| 17. | Le vingt-deux septembre          |       |
| 18. | Les funérailles d'antan          |       |
| 19. | La marche nuptiale               |       |
| 20. | La mauvaise réputation           |       |
| 21. | Brave Margot (Final)             |       |